# Baraçal (Celorico da Beira)
Baraçal es una freguesia portuguesa del concelho de Celorico da Beira, con 12,00 km² de superficie y 271 habitantes (2001). Su densidad de población es de 22,6 hab/km².